# クロ (どこでもいっしょ)
クロは、ソニー・コンピュータエンタテインメント（現：ソニー・インタラクティブエンタテインメント）のゲームソフト『どこでもいっしょ』シリーズに登場するキャラクター。

## 概要
『トロともりもり』に収録されている「ギャラリー」によれば初代『どこでもいっしょ』では当初は黒猫を主人公とすることでデザインが進められていたが、PSが黒色の描写を苦手としていたことから白猫に変更されたという。この時の没デザインをPS2ソフト『どこでもいっしょ－トロといっぱい－』で復活させて登場した黒い野良猫の集団が初出である。以後、『-どこでもいっしょ- レッツ学校!』のクロ校長を経て、『まいにちいっしょ』でのトロが住むアパートの隣人クロ役としてブレイク。現在では井上トロの相棒、およびトロへの突っ込み役としてのポジションを確立した。
なお、上記のクロはそれぞれクロネコ族の別個体であり、お互いの面識もある。共通の特徴としては語尾に「みャ」を付ける。

## トロといっぱい・クロ
PS2ソフト『-どこでもいっしょ- トロといっぱい』が初出。性格やコスチュームが多彩で、本作のみの口癖に「ンなー」がある。シリーズ内では『まいにちいっしょ』に続く直系の物語としてトロの出生とご主人との別れがリンクしているため、回想としてクロ（いっぱい）が『トロ・ステーション』にも登場している。最初の頃は「人間嫌い」から、トロに対し村八分やキックなどをしていじめていたが、名前を貰った（トロから奪った）事をきっかけに人間の言葉が好きになる。貰った言葉でグループ作りやごっこ遊びをするため、トロやプレイヤーと打ち解けていった。

## どこでもいっしょ(PSP)・クロネコ
『どこでもいっしょ』のPSP移植版に登場。外見はクロだが、ゲーム内での呼称は一貫して「クロネコ」である。完全な背景に徹しているが、ポケピを屋外につれ出すと土産屋として自動生成されたアイテムをプレゼントしてくれる。

## トロともりもり・クロ
PS3ソフト『トロともりもり』に登場。“三日月キズのネコ”からもらった「おもいで帳」を、人間になるため旅をしているトロに譲る。今作発表を期に、脇役から正式な「ポケピ」へと昇格。新規のドット絵も描き起こされた。『まいにちいっしょ』のクロとは同一だが、外見上の特徴である蝶ネクタイはラストになってから着用する。

## レッツ学校!・クロ校長
PSPソフト『-どこでもいっしょ- レッツ学校!』に登場。どこでも学校（学校名はプレイヤーが任意に変更可能）の校長であり、生徒たちの個性を伸ばす教育をモットーにしている。しかしそのほとんどが大人気ない行動につながるため（トロに成りすまして教室で授業を受けようとする、臨海学校でトロの浮き輪を奪って海に入るなど）プレイヤーである人間の先生から容赦ないツッコミを食らうこともしばしば。『トロ・ステーション』にも「クロの友人」として数回登場している。
校長の他にもライバル校の生徒として複数のクロが現れる。

## まいにちいっしょ/週刊トロ・ステーション・クロ
PS3ソフト『まいにちいっしょ』に登場。首にかけた赤い蝶ネクタイが特徴で、『トロともりもり』で大家のおじいさんから譲り受けたアパートへ住むことになったトロに、「人間になるための勉強として、一緒にニュース番組を作ろう」と持ちかける。ゲーム内コンテンツ『トロ・ステーション』を起動する事で現れる他に、特定条件でゲーム画面を放置しているとこっそりトロの部屋を覗きに来たり、特定のアイテムを飾ることで部屋にやってくる事もある。
元々脇役だったクロだが、この作品でのブレイクで他のポケピより上位の主役の相棒として全国向けにプロモーションされるようになった。『まいにちいっしょ』の後継ソフトである『週刊トロ・ステーション』にも引き続き登場した。赤塚不二夫の漫画の「イヤミ」や「バカボンのパパ」の様に主人公より活躍の比重が上がっていた。『どこでもいっしょ』シリーズの生みの親であり、当作にはプロデューサーとして関わる南治一徳は、自身のブログで、「（トロステで）一番活躍してくれたキャラクターはクロだったと思う」「クロというキャラクターが居てくれたこと、クロがこの様に育ってくれたことは、何者にも代えがたいくらい嬉しいことだ。そのためにトロステはあったのかもしれない」「トロステの主役はクロだったんだといっても言い過ぎではないかもしれない。いつもトロを気づかいながら、それでいて、自分はおもいっきり自由気ままに活躍するクロは、みていていつも羨ましく、輝いているキャラクターだった」と書いている。

### 出身・性格
野良猫のため生年月日や詳しい設定は存在しないが、お酒とお姉さんが大好きなオタクであり、1970年代以後からのサブカル文化に精通しているオヤジキャラ。下腹が気になっているようで、三日坊主のダイエットを度々繰り返す。プレイヤーが言葉を教えて育てるポケピに対し、インターネットスラングや流行ネタをどんどん覚えて喋るため、逆にユーザーに言葉の意味を解説する事もあり、理解のない一般ユーザーには時として非常に痛い猫となる。これまでのクロとの最大の違いは「人間が好き(イケメンの男性は除く)」な事。
アニメやゲームの歴史に精通し博識だが、基本的に彼の嗜好はミーハーであり流行り物を好む。トロの部屋のテレビさんをよく「980円」（テレビさんの売値）等と罵倒し反感を買うが、彼女もまた隠れ腐女子・コスプレイヤーでありお互い悪くは思っていないようである。時に横暴で怠惰な猫だが義理人情に厚い。やられ役として失言によりタライ落としやゲストからの攻撃を受ける事も多いが、「ねーよ!」の台詞後にトロにツッコミを入れる回数のこともしばしばある。ヒットポイントは自己申告によると53億あるので、激しいツッコミを受けても大抵は平気。
また「トロ・ステーション」配信最終回では、夢か真実かはわからない形で、「超未来から、世界の命運を握る『人間になった白猫』を守るために1999年にタイムスリップしたが、時代に取り残されてしまったレジスタントだった」という設定が語られた。
ガンダム
熱狂的なファンだが、ミーハーなのでストライクフリーダムなど強い機体や人気作を好む。「ゲームなんだし強くてカッコイイ機体のほうが楽しいと思うんだよみャ」とSEED系を好む傾向が強い。テレビさんもSEEDが好きだが、彼女の場合はやおい目的。トロは主役のメカデザインを嫌っている。
声優
俗に言うアイドル声優好き。特に熱狂的な釘宮理恵のファンで、釘宮の出演しているアニメ・ゲームなどでは必ず演じたキャラクターに触れられる（「くぎゅぅぅぅぅ」と叫ぶことが多い）。作中で釘宮に度々「会いたい」と公言していたが、2011年11月配信の週刊トロ・ステーション第107回で5年越しの対面が実現している。
他にも堀江由衣の「ほっほっ!ホアーッホアアーッ!」、井上喜久子の「17歳です」「おいおい」、水樹奈々の「シャッス!!」など、一般生活をしている人間には理解不能なディープなネタを乱発する。アニメキャラとの対談の際には高確率でこの中の人（声優）にちなんだネタを発する事が多い（大抵は「中の人などいない」とキャラから突っ込まれる）。VOCALOIDのファンでもある。
模型
古くは宇宙戦艦ヤマトの時代からプラモを嗜み、現在も「あやしいフィギュア」を買い漁っている。が、トロ曰く「買ったのに箱から出さない」らしく消費に追いつかなくなり積んでしまっているようである。
コミケ
大手同人誌即売会・コミックマーケットの常連。当然仕事とバッティングするのでトロステの収録は休んでしまうことも多い。しかし2009年夏コミでは富士山登山などのロケ企画があったものの収録を一切休まずに3日間堪能したとのこと。クロ画伯としてインディーズ活動に手を染める事も多いがすぐ挫折する。
ゲーム
ギャルゲーに傾倒しているイメージが強いが、ゲーム全般を1日16時間ほどやり込んでいる。高橋名人のファンであるが「ゲームは1日1時間、外で遊ぼう」という約束を何一つ守れていない事を嘆いていた。が、電撃PlayStation編集部の「一日28時間ゲーム」というアドバイスを受けてやる気を出してしまった。
『THE IDOLM@STER SP』特集における知識や、『メタルギアソリッド4』特集の際の「この前オトメディウス見に行ったら警備員につまみ出されたみャ」という発言などから競合ハードもプレイしていることが見受けられるが、過去に番組中に具体的な機種名をほのめかし修正を受けてしまったことがあるため、以降は競合ハードの話はあまりしないようになっている。ただし過去に競合し現在はハード開発から撤退しているメーカーはソニー的に問題ないようで、セガに関しての絶賛トークは非常に愛のある内容になっている。ゲームと割り切っているためリアルの友人には接待プレイができるが、邪気眼の中学2年生と呼ばれたり、初心者狩りをするなどオンラインゲームのマナーは悪い。ハンドルネームは「†千葉(せんよう)の堕天聖†」。
インターネット
動画投稿サイトニコニコ動画のプレミアム会員。ただ、月々のプレミアム会費を取材費から着服しているらしく、この事がバレた回では最後にクロが放送から消されてしまった。オンラインゲーム『ファイナルファンタジーXI』のレリック武器挑戦中。画像掲示板ふたば☆ちゃんねるや匿名掲示板2ちゃんねるなどのネットコミュニティに精通しているため、インターネットスラングを多用する。特にニコニコ動画はお気に入りのようで、どこでもいっしょ公式チャンネル「とろちゃ」の開設に伴い時報にも時折登場している。
女性
ツンデレ好き。ムッチリした女性がタイプだが小さい娘もいけるらしい。ショタに関してはネタなのか本気かは不明。お世辞も巧く社交的な性格だが暴走しやすく、多くの女性ゲストに体当たりなセクハラを行い顰蹙を買ってしまった。当然モテないので恋人達のイベントの日でもあるバレンタインデーやクリスマスには毎年不機嫌になる。口責めを喜ぶマゾヒズム性癖があり怒らせて楽しんでいたが、反撃される回が余りに多くなり現在は物理的にもお仕置きを好むキャラクターに変貌した。
お酒
ビール、焼酎（下町のナポレオン・いいちこ等）、ウイスキーを特に好む。基本的に居酒屋かバーでの語らいを好み収録中には飲まない。ただし番組中でクロが酔っ払ったことは何度かあり、泥酔写真が公開されたことや、トロたちが作ったバレンタインデーのチョコレートを勝手に食べてしまったことがある。
スポーツ
人気のワールドサッカーよりもTV中継もなく下火なJリーグを好む。totoクジをよく買うらしく、試合そのものよりtoto目当ての可能性も。『トロ・ステーション』内で大きく取り上げることは少ないが、プロ野球に関しても一程度の知識を持つ。
交友関係
オタクっぷりが周知のため、ギリギリ理解があるトロと同好のテレビさんとは仲がいいが、一般女子のジュンとはモンティ・パイソンファンという共通項はあるものの、トラブルも多く露骨に仲間はずれにされる。クロもジュンに対しては最低限の愛想以外は非常に素っ気ない態度が多い。R・スズキは科学の話題を聞いてくれる相手として好意的。ピエールとリッキーは仲間として短所も悪しからず思っている。クロ校長とは良き友。近年テレビさんは鈍感なクロに恋愛を匂わせるコントが増えた。
職業
サブカルチャー分野に関係する様々な仕事に就き、「おいしい思い」をすることを目論む。しかし、表面的な華やかさにあこがれているだけであり、実際に取り組んでみても飽きてしまったり、その道のプロに苦労話を聞かされると挫折することを繰り返す。

### クロ枠
『トロ・ステーション』内における、クロの趣味が大きく反映された回の事。基本的にオタク向けのアニメやゲームが題材の回のみを指すと思われがちだが、10周年記念「トロクロおきらくBOOK」によるとお酒やスポーツの回もクロ枠に含まれるらしい。公式アンケートではクロ枠人気が非常に高いが、トロには「ついていけない」と敬遠されている。ネタ自慢というよりはクロの暴走ぶりにトロが引いている様を楽しむ構造になっている。いつもは真面目なテレビさんもクロ枠ではオタク趣味が解禁されるらしく、毎回豪華なコスプレで解説やネタを披露する。しかし公式アンケートでは彼女のコスプレはあまり支持されなかった。

### 「うひゃっほう!」
クロの口癖。「萌え」に相当する意味の喜声で、彼の好みである「ムチムチ・かわいい・りりしい」のどれかに当てはまる女性に贈られる。スピンを加えた全身アクションのため、何度もやるのはかなり疲れるらしい。
2009年以降、「くぎゅっほう」（釘宮理恵が声優を務めるキャラに対して）、「ちひゃあっほう」（『THE IDOLM@STER』の如月千早に対して）「ちわっほい」（『魔界戦記ディスガイア3』のラズベリルに対して）、「みくみくっほう」（初音ミクに対して）「セガセガっほう」（セガが『週刊トロ・ステーション』のカプセルボンボン用に初音ミクの3Dモデリングデータを提供してくれたことに対して）、「うひゃっ砲」（『魔法少女リリカルなのは』の高町なのはに対して。作中で「砲撃魔導師」と設定されていることから）など、アレンジが加わったバージョンの使用が増えている。例外としてはソニーのVAIO typePやtorneなど、物に対してテンションが高まった際に使用された例もある。

### コラボレーション
『トロ・ステーション』に登場したゲストとの掛け合いだけでなく、紹介作品の媒体に『まいにちいっしょ』側から登場するなど世界観を共有したコラボレーションも活発である。
クラップハンズ
『みんなのGOLF』とのコラボ企画「みんゴルxまいいつ祭」の『みんニャのパターGOLFスピンアウト版』にキャディとして登場。
日本一ソフトウェア
『魔界戦記ディスガイア』からのゲスト魔神エトナとの掛け合いから、『3』と『2 PORTABLE』のダウンロードコンテンツとしてトロと一緒に無料配信された。『3』では前列ユニットの成長を大幅に上昇させる凶師と、強力なアイテム型魔チェンジ武器「クロの斧」として登場する。「SCEの黒き魔王」とはラズベリルの弁。この2作以降もいくつかの作品にゲスト出演している。
SEGA
『戦場のヴァルキュリア』からのゲストイーディ・ネルソンとの掛け合いが盛り上がり、ヴァルキュリア側のブログ「陣中日誌」内にも登場するなど円満な関係を築いている。ガリア義勇軍第三中隊第7小隊イーディ分隊所属二等兵（後に三等兵に降格）の階級を賜っている。
ブルーレイディスクアソシエーション
Blu-ray Discに関する教養の認定試験「Blu-ray Discマイスター・セカンドシーズン」を紹介。公式サイトでは一時期クロが「超1位」としてランキング登録されていたが、その後『一部のコンテンツの不正アクセスにより、"ランキング"や"マイスター受験回数"に影響が出ていました』と明記されたことでクロ本人がサイトをハッキングしていたことが発覚。しかしその後関係者とは和解したらしくエライ人と飲み友達になり、「Blu-ray Discマイスター・サードシーズン」のイメージキャラクターにクロ単体で採用された。

## その他・クロ
初出が『トロといっぱい』に登場する野良猫群のため、『まいにちいっしょ』でもエキストラ役で多数出演している。赤ネクタイのクロと性格は似ているが完全に別個体。
トロのものがたりの回（トロ・ステーション第100回など）
井上寿司店に拾われご主人亡き後も待ち続けたトロを激励する猫として登場。
ブサ顔にゃんこの回（トロ・ステーション第810回）
トロがクロのつもりで撮影した写真に登場。
遠隔捜査の回（トロ・ステーション第820回）
殺人現場の状況写真に登場。「ブサ顔にゃんこの回」でトロが撮影したクロネコと同一。

## トロと流れ星・ノラ
『どこでもいっしょ』開発元である株式会社ビサイドが監修・デザインしたキャラクターではないが、PS2ソフト「トロと流れ星」には「ノラ」という灰色のネコのキャラクターが登場する。外見はクロより足が長く、額の三日月キズと赤いマフラーとくわえた葉っぱが特徴で、気取った性格。『どこでもいっしょ』ならびに『トロともりもり』でトロが会おうとしていた「三日月キズのネコ」なのかどうかは不明。